# Saint-Martin-Terressus
Saint-Martin-Terressus is een gemeente in het Franse departement Haute-Vienne (regio Nouvelle-Aquitaine) en telt 475 inwoners (1999). De plaats maakt deel uit van het arrondissement Limoges.

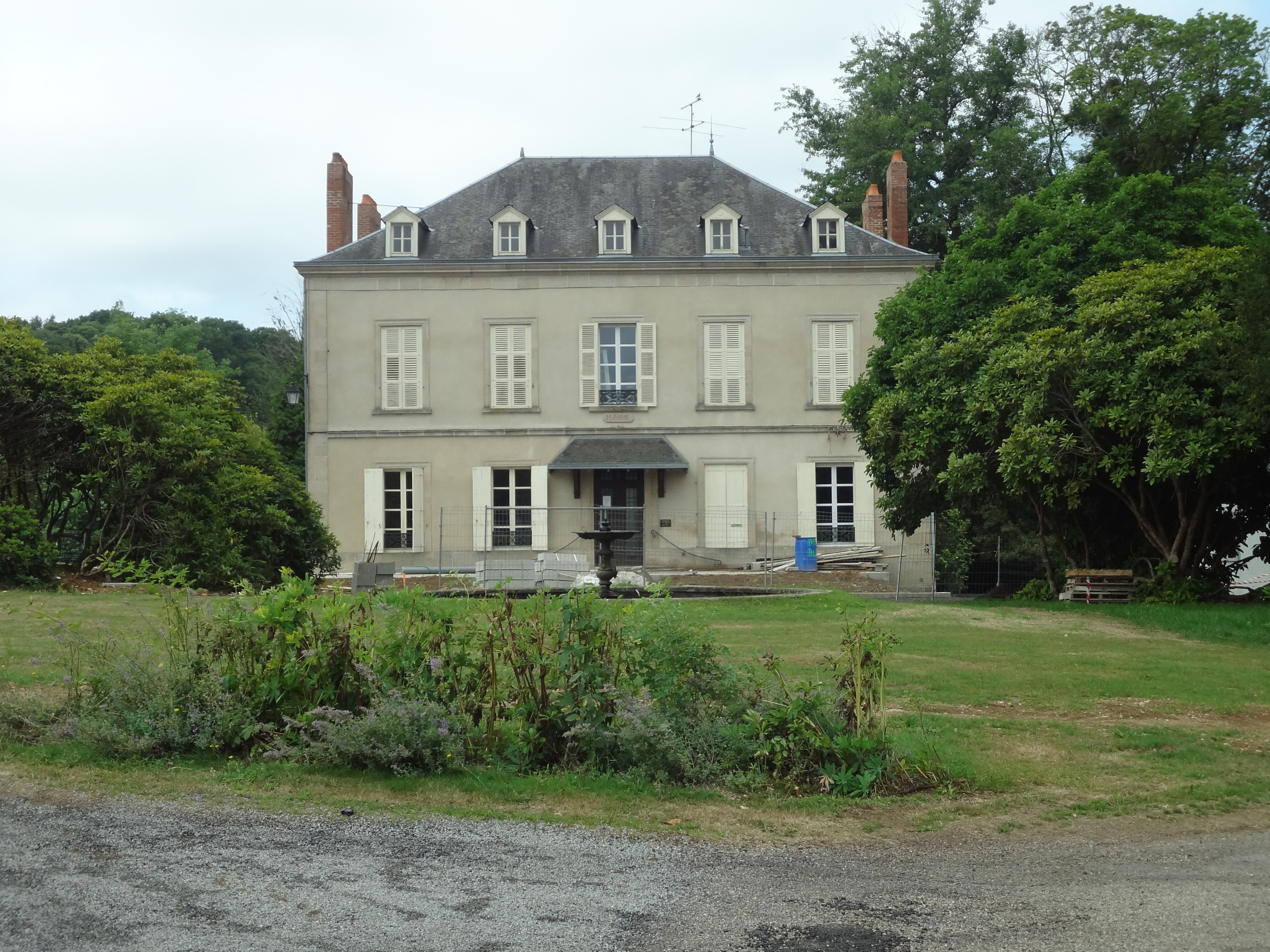
Gemeentehuis
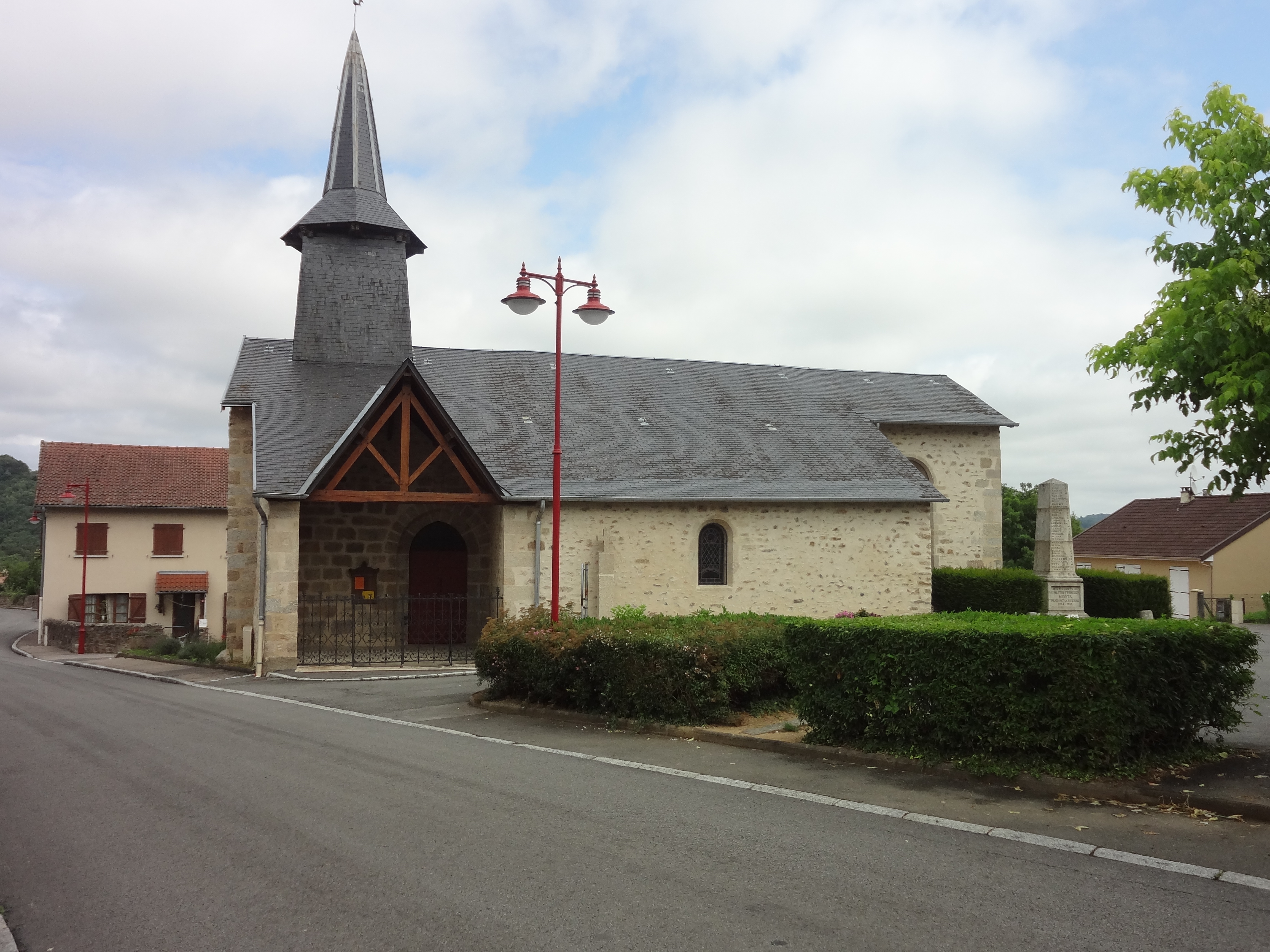
Kerk van Saint-Martin-Terressus

## Geografie
De oppervlakte van Saint-Martin-Terressus bedraagt 24,0 km², de bevolkingsdichtheid is 19,8 inwoners per km².
De onderstaande kaart toont de ligging van Saint-Martin-Terressus met de belangrijkste infrastructuur en aangrenzende gemeenten.

## Demografie
Onderstaande figuur toont het verloop van het inwonertal (bron: INSEE-tellingen).